# Долматов, Геннадий Геннадьевич
Геннадий Геннадьевич Долматов (род. 30 ноября 1972, Большеречье, Омская область) — российский деятель местного самоуправления, аграрий. Глава Омского муниципального района (с 2012 года).

## Биография
Родился 30 ноября 1972 года в поселке Большеречье Омской области. После окончания местной школы № 2 поступил в Омский государственный аграрный университет.
После завершения вуза в 1995 году один год проработал в аграрной сфере, затем перешел в социально-образовательную деятельность.
С 1996 года — директор Центра педагогической и медико-социальной реабилитации детей Большереченского района. В 2001—2007 годы — директор Профессионального училища № 14 с. Усть-Заостровка Омского района. В этот период заочно получил второе высшее образование в Омском государственном педагогическом университете по специальности «Менеджмент организации». С 2007 года руководил Омским механико-технологическим техникумом.
В 2011 году Долматов вернулся в сельскохозяйственную отрасль, возглавив ООО «Лузинское молоко». 10 августа 2012 года назначен генеральным директором ООО «Лузинское зерно».
С 22 октября 2012 года — глава Омского муниципального района.